# Sesioplex depressus
Sesioplex depressus là một loài tò vò trong họ Ichneumonidae.